# Maurizio Reggini
Maurizio Reggini (* 20. Oktober 1961) ist ein ehemaliger san-marinesischer Fußballspieler.
Reggini spielte 1986 beim SS Cosmos, als er sein einziges Länderspiel absolvierte. Am 28. März 1986 bestritt er dieses gegen die Auswahl Kanadas.